# Leśne Łąki
Leśne Łąki – część wsi Oblęgorek w Polsce położona w województwie świętokrzyskim, w powiecie kieleckim, w gminie Strawczyn.
W latach 1975–1998 Leśne Łąki administracyjnie należały do województwa kieleckiego.